# Gobius cruentatus
Gobius cruentatus es una especie de peces de la familia de los Gobiidae en el orden de los Perciformes.

## Morfología
Los machos pueden alcanzar los 18 cm de longitud total. 
El cuerpo es cilíndrico y alargado, poco comprimido lateralmente. 
La cabeza es grande y ancha. 
Los ojos se encuentran en la parte superior de la cabeza. 
Tiene dos aletas dorsales: la primera es más corta y alta que la segunda. Los pectorales son grandes y anchos, de forma ovalada. Las pélvicas están modificadas en forma de ventosa. El anal es largo y alto. La caudal es ancha y ovalada. 
Presenta una coloración entre el marrón y el rojo con manchas más oscuras y claras que el color del cuerpo. En las mejillas tiene una mancha roja.   

## Reproducción
La puesta se hace en nidos bajo piedras entre los meses de octubre y diciembre.

## Alimentación
Come pequeños peces, moluscos y crustáceos.

## Hábitat y distribución
Es  bentónico: aparece en el litoral hasta una profundidad de unos 40.
Se encuentra desde el suroeste de Irlanda hasta el Marruecos y Senegal. También en el Mar Mediterráneo (zona central y occidental).

## Costumbres
Tiene costumbres sedentarias.  

## Pesca
Se puede pescar con volantín, trasmallos y gánguil, pero no tiene valor comercial.

## Galería de imágenes

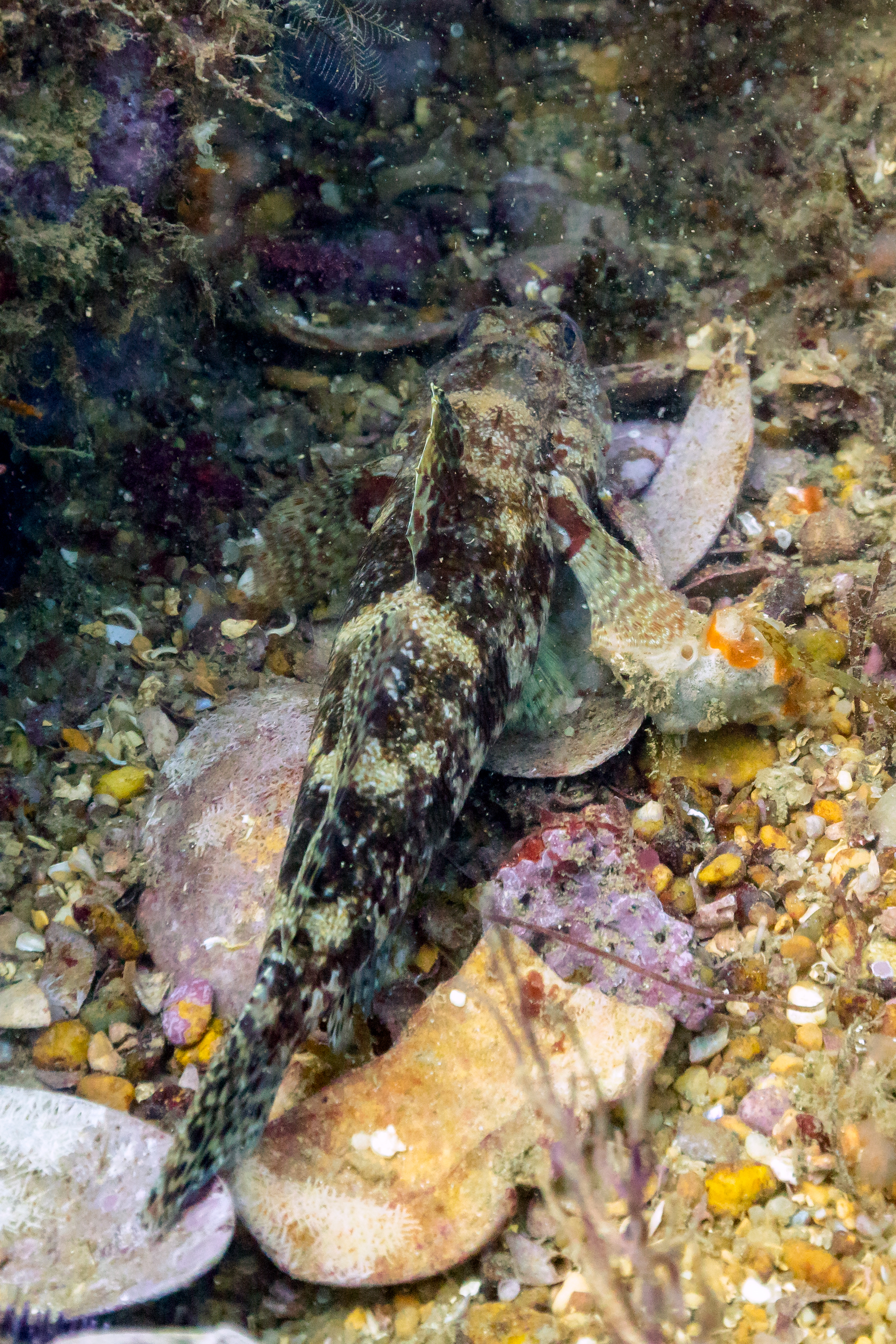
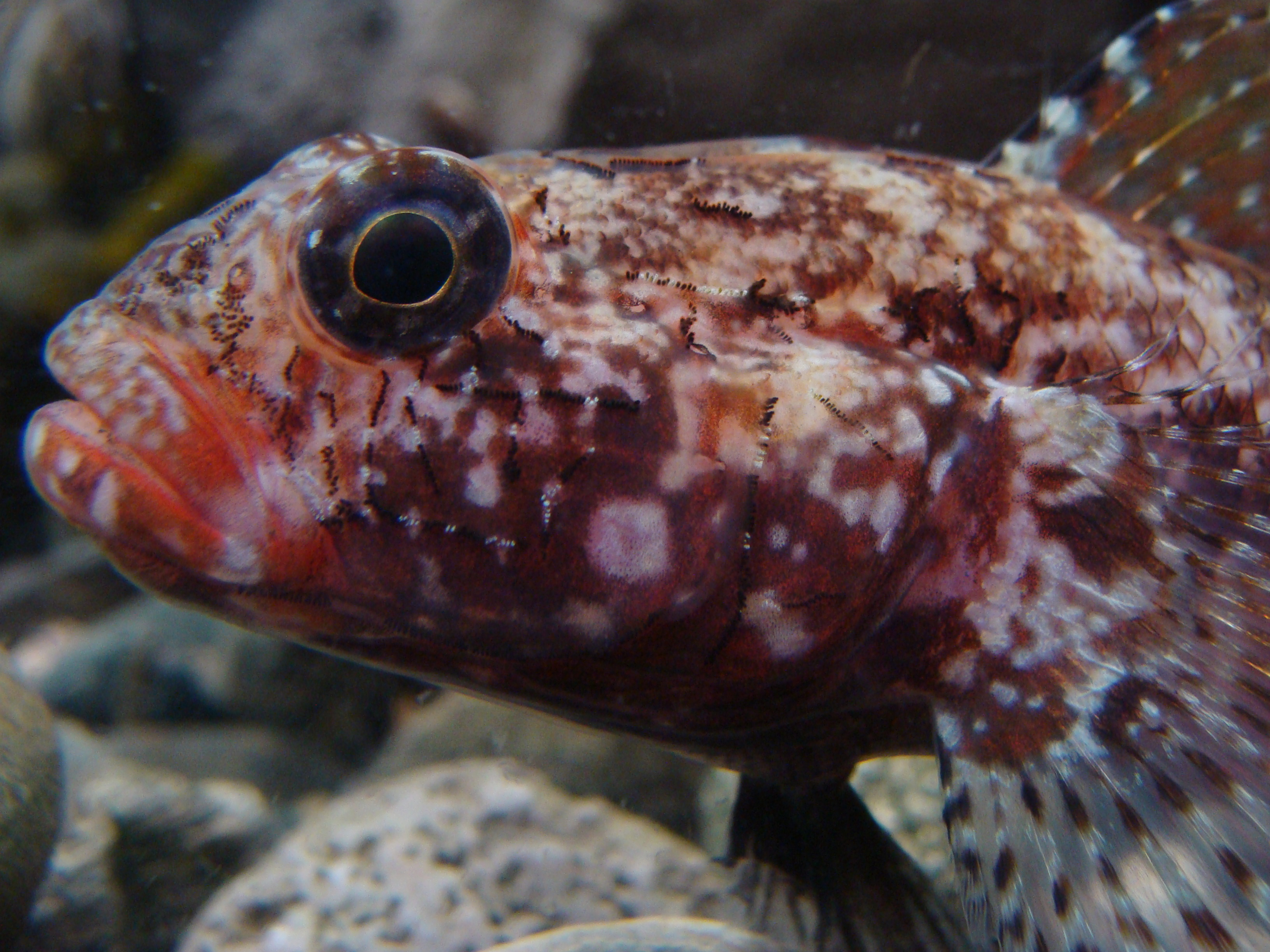
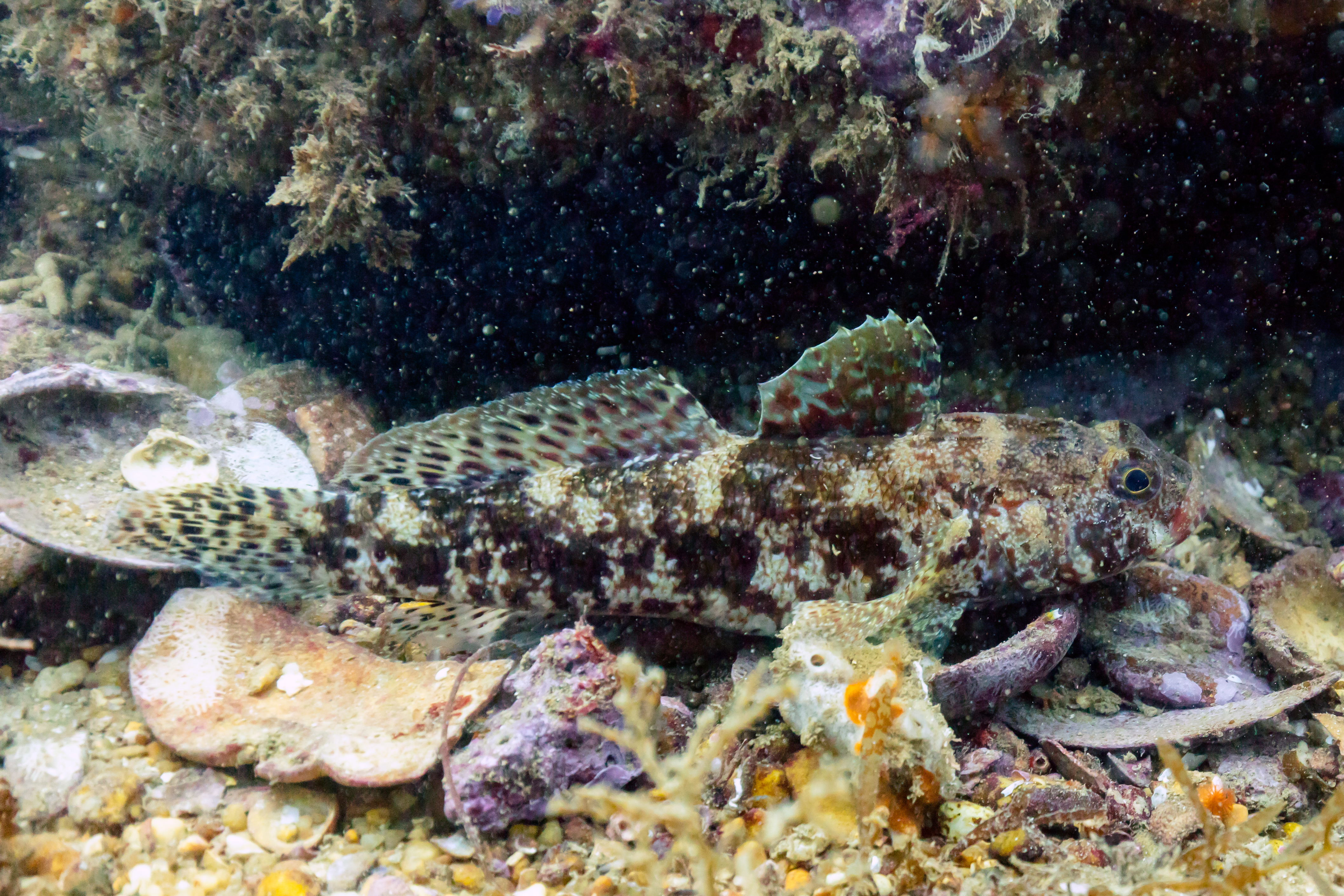
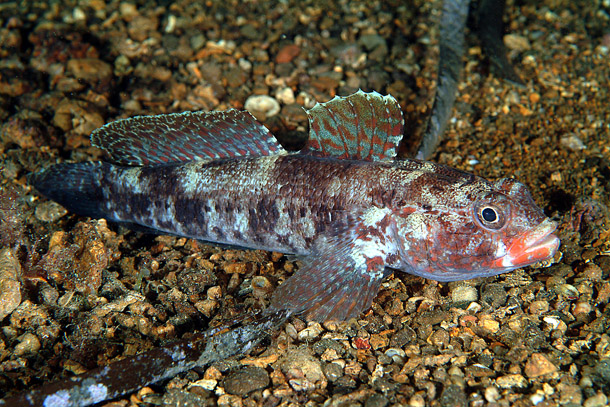